# ثيودور سبنسر
ثيودور سبنسر (بالإنجليزية: Theodore Spencer)‏ هو شاعر أمريكي، ولد في 1902، وتوفي في 1949.